# Hazard (canção)
"Hazard" é uma canção do cantor e compositor estadunidense Richard Marx. Foi lançada em 28 de janeiro de 1992, servindo como o segundo single de seu terceiro álbum de estúdio, Rush Street (1991). Possui composição e produção de autoria de Marx e suas letras retratam sobre o misterioso desaparecimento de uma mulher chamada Mary e um pária social que é acusado de orquestrar este desaparecimento, apesar de afirmar ser inocente. 
Comercialmente, "Hazard" alcançou a nona posição na tabela musical estadunidense Billboard Hot 100 e de número um pela Billboard Adult Contemporary, tornando-se o terceiro single número um de Marx na tabela. Internacionalmente, a canção atingiu a posição de número um na Austrália e posicionou-se no top 3 em tabelas do Canadá, Irlanda e Reino Unido. 

## Composição
O início de composição de "Hazard" iniciou-se durante a turnê de Marx para a divulgação do álbum Repeat Offender de 1989, ocorrendo quando ele sonhou com toda a instrumentação da faixa, exceto suas letras. Dessa forma, considerou um desafio escrever uma história que combinasse com a canção e passou semanas mexendo em sua narrativa. Ele comentou sobre o processo dizendo: "Escrevi em um ônibus de turnê uma noite e sabia que era algo especial, marcante. Eu senti que deveria haver algum mistério nisso. Eu criei os personagens, o enredo e enquanto cantava, murmurei 'Nebraska' na canção e soou bem". Marx terminou a faixa, exceto pela primeira linha, e precisava de uma palavra de duas sílabas. Depois de ligar para a Câmara de Comércio de Nebraska, recebeu uma lista de todas as suas cidades e por fim escolheu Hazard para integrar a narrativa da canção. Marx considerou "Hazard" uma "canção estúpida à qual ninguém prestaria atenção" e apenas a gravou para provar que sua esposa estava errada, pois ela havia gostado e lhe disse que seria um grande sucesso.
As letras de "Hazard" referem-se a algum tipo de relacionamento entre o narrador e uma mulher chamada Mary. Ela desaparece em circunstâncias suspeitas, e o narrador, já rejeitado por muitos no pequeno vilarejo onde vive desde os sete anos de idade, é imediatamente considerado o principal suspeito. Ao longo da canção, o narrador mantém sua inocência e a questão da culpabilidade é deixada em aberto para a interpretação do ouvinte.

## Vídeo musical
O vídeo musical de "Hazard" foi dirigido por Michael Haussman. A produção é filmada em preto e branco e inclui a participação dos atores Renee Parent como Mary, Robert Conrad como xerife de Hazard e Jennifer O'Neill como mãe de Marx. O vídeo musical oferece quatro teorias para tentar explicar a morte de Mary: que ela tirou a própria vida, ou foi morta pelo personagem central da canção, ou alternativamente, pelo xerife da cidade, ou mesmo por um amante alternativo não identificado. Cenas de Mary interagindo com o protagonista interpretado por Marx são intercaladas com as memórias dele de infância, pois Mary é retratada como tendo características muito semelhantes às da mãe dele. Com a morte de Mary, ele é preso em conexão com seu desaparecimento. Em suas cenas finais, o protagonista é visto caminhando desanimado de volta para sua casa que foi incendiada, permanecendo em aberto a questão de sua inocência. 

## Faixas e formatos
| Fita cassete estadunidense, canadense e australasiana 1. "Hazard" 2. "Big Boy Now" CD single estadunidense e europeu 1. "Hazard" – 5:17 2. "Thunder and Lightning" – 4:48 3. "Ride with the Idol" – 3:42 CD single australasiano 1. "Hazard" (versão do álbum) – 5:17 2. "Should've Known Better" (live) – 5:18 3. "Endless Summer Nights" (live) – 5:28 4. "Right Here Waiting" (live) – 4:52 | Vinil de sete polegadas e cassete single britânico 1. "Hazard" (edit) – 4:45 2. "Right Here Waiting" (versão do vinil) – 4:23 CD versão 1 britânico 1. "Hazard" (versão do vinil) 2. "Right Here Waiting" (versão do vinil) 3. "Too Late to Say Goodbye" 4. "Edge of a Broken Heart" CD versão 2 britânico 1. "Hazard" (edit) 2. "Keep Coming Back" (quiet storm mix) 3. "Thunder and Lightning" 4. "Endless Summer Nights" (versão do vinil) |

## Desempenho nas tabelas musicais
"Hazard" estreou em número setenta e oito pela tabela estadunidense Billboard Hot 100, na semana de 15 de fevereiro de 1992, atingindo seu pico de número nove na semana correspondente a 25 de abril de 1992, tornando-a nona canção de Marx a entrar no top 10 da tabela. Pela Billboard Adult Contemporary, a canção atingiu a liderança da tabela na semana de 9 de maio de 1992, tornando-a o terceiro single de Marx a fazê-lo. No Canadá, "Hazard" estreou em número setenta e dois pela RPM Top Singles, na semana de 1 de fevereiro de 1992, atingindo pico de número três na semana correspondente a 21 de março de 1992. Pela RPM Adult Contemporary, a canção atingiu a liderança na semana de 2 de maio de 1992.
No Reino Unido, "Hazard" estreou na posição de número trinta e seis, na semana correspondente a 2 a 8 de maio de 1992 pela UK Singles Chart. A seguir, atingiu seu pico de número três da semana de 20 a 26 de junho de 1992.
Na Austrália, a canção atingiu pico de número um na semana de 26 de julho de 1992, liderando a tabela da ARIA por três semanas consecutivas.
| País — Tabela musical (1992)                  | Melhor posição |
| --------------------------------------------- | -------------- |
| Alemanha (Official German Charts)             | 42             |
| Austrália (ARIA Charts)                       | 1              |
| Canadá (RPM Top Singles)                      | 3              |
| Canadá (RPM Adult Contemporary)               | 1              |
| Estados Unidos (Billboard Hot 100)            | 9              |
| Estados unidos (Billboard Adult Contemporary) | 1              |
| Europa (Eurochart Hot 100)                    | 11             |
| Irlanda (IRMA)                                | 2              |
| Noruega (VG-lista)                            | 7              |
| Nova Zelândia (Recorded Music NZ)             | 7              |
| Países Baixos (Single Top 100)                | 60             |
| Reino Unido (UK Singles Chart)                | 3              |
| Suécia (Sverigetopplistan)                    | 6              |
| Suíça (Schweizer Hitparade)                   | 26             |

| País — Tabela musical (1992)                  | Melhor posição |
| --------------------------------------------- | -------------- |
| Austrália (ARIA Charts)                       | 10             |
| Canadá (RPM Top Singles)                      | 11             |
| Canadá (RPM Adult Contemporary)               | 16             |
| Estados Unidos (Billboard Hot 100)            | 56             |
| Estados Unidos (Billboard Adult Contemporary) | 9              |
| Europa (Eurochart Hot 100)                    | 72             |
| Nova Zelândia (Recorded Music NZ)             | 25             |
| Reino Unido (UK Singles Chart)                | 14             |

### Certificações
| Região                                                                                             | Certificação | Vendas   |
| -------------------------------------------------------------------------------------------------- | ------------ | -------- |
| Austrália (ARIA)                                                                                   | Platina      | 70 000^  |
| Reino Unido (BPI)                                                                                  | Prata        | 200 000^ |
| *números de vendas baseados somente na certificação ^distribuições baseadas apenas na certificação |              |          |

## Uso na mídia
Em 1992, "Hazard" foi incluída na trilha sonora internacional da telenovela brasileira De Corpo e Alma (1992–93).

## Créditos e pessoal
O processo de elaboração de "Hazard" atribui os seguintes créditos:
- Richard Marx – vocais, vocais de apoio, composição, produção
- Michael Egizi – teclado, programação
- Bruce Gaitsch – violão
- Chris Trujillo – percussão

## Histórico de lançamento
| Região         | Data                  | Formato(s)                   | Gravadora(s) | Ref.   |
| -------------- | --------------------- | ---------------------------- | ------------ | ------ |
| Estados Unidos | 28 de janeiro de 1992 | CD single                    | Capitol      | [ 44 ] |
| Reino Unido    | 30 de março de 1992   | Vinil 7" CD versão 1 cassete | Capitol      | [ 45 ] |
| Reino Unido    | 13 de abril de 1992   | CD versão 2                  | Capitol      | [ 46 ] |